# Хантер, Луис
Лу́ис Ха́нтер (англ. Louis Hunter, род. 17 марта 1992, Сидней) — австралийский актер. Наиболее известен ролью Ника Армстронга из телесериала «Тайный круг».

## Жизнь и карьера
Луис Хантер родился в Сиднее, Австралия. Впервые дебютировал на экране в роли Кайла Малруни в телесериале «Как гром среди ясного неба» в возрасте 15 лет в 2008 году. Хантер снялся в семи эпизодах сериала «Тайный круг» в 2011—2012 годах. Он начал театральную карьеру, исполнив партию принца Эдуарда в постановке «Войны роз» с Кейт Бланшетт Сиднейской театральной компании; он также сыграл роль Меркуцио в «Ромео и Джульетте» на Шекспировском молодёжном фестивале.

## Фильмография
| Год       |     | Русское название           | Оригинальное название | Роль               |
| --------- | --- | -------------------------- | --------------------- | ------------------ |
| 2008—2009 | с   | Как гром среди ясного неба | Out of the Blue       | Кайл Малруни       |
| 2010      | кор | Чистилище                  | Purgatory             | голос              |
| 2011      | кор | Белый пистолет             | White Pistol          | играет самого себя |
| 2011—2012 | с   | Тайный круг                | The Secret Circle     | Ник Армстронг      |
| 2012      | кор | Бункер                     | The Bunker            | неизвестно         |
| 2016—2017 | с   | Фостеры                    | The Fosters           | Ник Стратос        |
| 2016      | ф   | Джек отправляется домой    | Jack Goes Home        | Дункан             |
| 2018      | с   | Падение Трои               | Troy: Fall of a City  | Парис              |